# آدلف مایر (معمار)
 آدلف مایر (آلمانی: Adolf Meyer؛ ۱۷ ژوئن ۱۸۸۱ – ۱۴ ژوئیهٔ ۱۹۲۹) معمار نوگرای اهل آلمان بود.